# 413-й окремий батальйон безпілотних систем «Рейд»
413-й окремий батальйон безпілотних систем «Рейд» — підрозділ у складі Сил безпілотних систем Збройних сил України.

## Історія
13 вересня 2024 року 14-й полк безпілотних авіаційних комплексів оголосив про реорганізацію. Батальйон «Рейд» та Євген Карась вийшли зі складу полку для формування нового військового підрозділу — 413-го окремого батальйону безпілотних систем у складі Сил безпілотних систем.
У вересні 2024 року оператори 413 окремого батальйону БпС «Рейд» СБС у взаємодії зі зведеним загоном БпС «Джміль» із 78 ОДШП в знищили рідкісну новітню систему дистанційного мінування «Земледелие».
23 вересня було повідомлено, що 413-й окремий батальйон безпілотних систем спільно з 78-м окремим десантно-штурмовим полком навели HIMARS на російський «Бук-М3», найсучаснішу модернізацію цього ЗРК в армії РФ.
В жовтні 2024 року СБС ЗСУ повідомили, що батальйон взяв участь у оперціях, в яких росіянам було завдано втрат на понад $590 млн.
В листопаді загоном БпС «Джміль» із 78 ОДШП та екіпажем «Гарпун» було уражено командний пункт ворога на Курщині поблизу н.п. Марьїно.

## Командування
- (2024) майор[10] Карась Євген Васильович[1]

## Структура
- підрозділ «Нахтіґаль»[5]

## Втрати
- 30 листопада 2024 — Островський Сергій («Їжак») 29.4.2005 [11].